# Teitur Lassen
Teitur Lassen eller mer känd som Teitur, född 4 januari 1977 i Hoyvík, är en singer/songwriter från Färöarna.
Känd som bara Teitur började han i pop/rockgruppen "Mark No Limits" som sångare och låtskrivare. Teitur lämnade Färöarna för Köpenhamn vid 17 års ålder. Snart därefter fick Universal Records upp ögonen för honom och Christian Ulf-Hansen skrev kontrakt för att bli manager.
Inom fem år skrev Teitur kontakt med skivbolaget Universal Music. Hans första egna album Poetry & Aeroplanes släpptes år 2003 och blev inspelat i Los Angeles.
Hans andra album Stay Under the Stars, producerat av Martin Terefe, släpptes den 1 maj 2006 i Skandinavien på Arlo and Betty Recordings, en del av Playground Music. Albumet gick in på danska Top-40-listan som nummer 9.

## Diskografi
Med Mark No Limits:
- 1996 – Mark No Limits (i musikgruppen med samma namn)

Som soloartist:
- 2002 – Sólin og Regnið (på färöiska)
- 2003 – Poetry & Aeroplanes (på engelska)
- 2006 – Stay Under the Stars (på engelska)
- 2007 – Káta Hornið (på färöiska)
- 2008 – The Singer (på engelska)